# Woordenboekspel
Het Woordenboekspel is een gezelschapsspel met een educatieve insteek. Het spel kan gespeeld worden met minimaal drie deelnemers. De bedoeling van het spel is om definities van onbekende woorden te maken die plausibel genoeg lijken om andere deelnemers te laten geloven dat ze de ware zijn.

## Benodigdheden
- woordenboek (hoe uitgebreider hoe beter)
- stapel kleine papiertjes en een pen voor elke deelnemer
- een vel papier om de puntentelling bij te houden

## Spelverloop
Het spel wordt gespeeld in één of meerdere ronden die elk uit net zoveel beurten bestaan als er spelers zijn. Voor elke beurt is afwisselend elk van de spelers spelleider.
De spelleider kiest in overleg met de overige spelers een woord uit het woordenboek dat bij geen van de spelers bekend is. De spelers schrijven een door hun verzonnen definitie van het gekozen woord op een briefje, de spelleider schrijft de definitie uit het woordenboek over. Alle briefjes worden verzameld door de spelleider die ze in willekeurige volgorde op neutrale toon voorleest. Om lachbuien of andere reacties te voorkomen is het raadzaam de spelleider de briefjes voor het voorlezen allemaal even te laten bekijken. Na het voorlezen worden de briefjes nogmaals door de spelleider voorgelezen waarbij de spelers moeten kiezen welke definitie de juiste is. Hierbij houden de spelers hun ogen dicht om beïnvloeding van andere spelers te voorkomen (optioneel).

## Puntentelling
Spelers die in een beurt voor de juiste definitie kiezen krijgen hiervoor een punt. Voor keuzes voor een verzonnen definitie gaat het punt naar degene die de definitie verzonnen heeft. De spelleider krijgt geen punt. Er zijn varianten op de puntentelling waarbij de spelleider (twee of drie) punten krijgt wanneer geen van de overige spelers op de juiste definitie uit het woordenboek heeft gestemd. Dan zit de uitdaging voor de spelleider er in om een woord te kiezen waarvan de (correcte) definitie voor de andere spelers onwaarschijnlijk lijkt. Een andere variant is dat ook de spelleider punten krijgt als op de definitie uit het woordenboek gestemd wordt.
Als alle spelers spelleider zijn geweest is de ronde afgelopen en kunnen de punten opgeteld worden.